# Opština Kratovo
Opština Kratovo je jednou z 80 opštin v Severní Makedonii. Rozkládá se na severovýchodě státu v Severovýchodním regionu. Rozloha opštiny je 375,44 km². Správním střediskem je město Kratovo.

## Administrativní dělení

Opština Kratovo

Opštinu tvoří město Kratovo a dalších 30 vesnic, jimiž jsou:
Blizanci, Dimonce, Emirica, Filipovci, Gorno Kratovo, Kavrak, Ketenovo, Kneževo, Kojkovo, Konjuh, Krilatica, Kuklica, Kunovo, Lukovo, Muškovo, Nežilovo, Pendak, Prikovci, Sekulica, Stracin, Šlegovo, Šopsko Rudare, Talašmance, Tatomir, Topolovikj, Trnovac, Turalevo, Vakuf, Železnica, Živalevo.
Sousedními opštinami jsou Staro Nagoričane, Rankovce a Kriva Palanka na severu, Kočani na východě, Probištip a Sveti Nikole na jihu a Kumanovo na západě.

## Geografie
Území je protáhlé od západu k východu v délce zhruba 35 km. Od nadmořské výšky zhruba 350 m na západním okraji se zvedá až téměř na 1600 m na východě; východní část je v horách, které se nazývají Osogovská planina. Západní části protéká řeka s názvem Kriva reka.

## Doprava
Severozápadní částí opštiny prochází v délce zhruba 5 km hlavní silnice A2/E 871, která spojuje severomakedonské město Kumanovo s bulharským městem Kyustendil. U vesnice Stracin odbočuje z hlavní silnice k jihovýchodu místní silnice R 2105, vedoucí do města Kratovo, správního centra opštiny.

## Demografie
Podle posledního sčítání lidu z roku 2021 žije v opštině 7 545 obyvatel. Etnickými skupinami jsou:
- Makedonci = 6 961 (92,26 %)
- Romové = 100 (1,33 %)
- ostatní a neuvedené = 484 (6,32 %)